# MarsDial

MarsDial марсоходов MER

MarsDial (с англ. — «марсианские часы») — солнечные часы, специально разработанные для беспилотных полётов на Марс. С их помощью по длине и направлению отбрасываемой тени можно вычислить время суток. Также часы используются для калибровки камер Pancam на Марсе. MarsDial устанавливались на борту марсоходов миссии Mars Exploration Rover — «Спирите» и «Оппортьюнити», с надписью «Два Мира, Одно Солнце» (англ. «Two Worlds, One Sun») и слово «Марс» на 22 языках. MarsDial выполняет функции гномона, используя для этого палочную вертикальную часть. Солнечные часы также могут использоваться для определения истинного Северного направления — преодолев ограничения Северного магнитного полюса.
Команда разработки марсианских солнечных часов включала в себя Билла Найя, известного под псевдонимом «Научный парень», космического художника Джона Лемберга и астрономов Вудраффа Салливана, Стива Скваерса, Джеймса Белла и Тайлера Нордгрена. MarsDial должен был стать частью исследовательской деятельности, а также калибровочной мишенью для основных камер марсоходов.
Марсоход «Кьюриосити» (MSL), который совершил посадку на Марс в августе 2012 года, использует запасные солнечные часы, оставшиеся от миссии Mars Exploration Rover. Экземпляр получил новый текст: «Марс 2012» и фразу «Марсу, Чтобы Исследовать» (англ. «To Mars, To Explore»).
Цветовые вставки на уголках MarsDial предназначены для калибровки цветов при фотосъёмке, а внутренние круги — для калибровки оттенков серого. Зеркальная секция на крайнем круге отражает небо. 
MarsDial также является своеобразным «артефактом с посланием» для будущих людей-исследователей.

Галерея
MarsDial марсохода Кьюриосити на Марсе. Обратите внимание, как магниты отталкивают марсианскую пыль, не давая ей скапливаться на поверхности
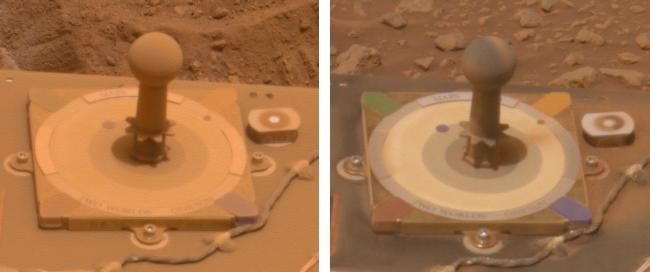
Марсианские солнечные часы MarsDial с разницей в 10 дней. На правом снимке хорошо видно, как порыв ветра сдул скопившуюся пыль (Событие очистки[англ.]) и тем самым очистил часы от пыли. Изображения были получены с использованием длин волн света от 430 до 750 нм.
- Видео аналеммы с вырисовыванием хода Солнца в течение марсианского года (около 2 земных лет)
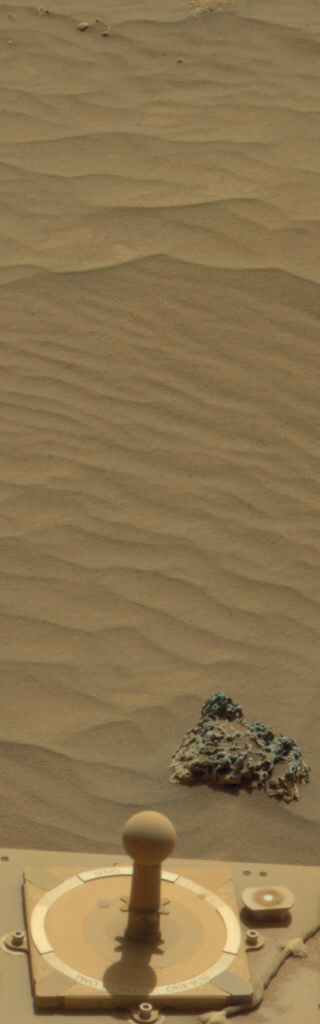
MarsDial марсохода «Спирит» на Марсе
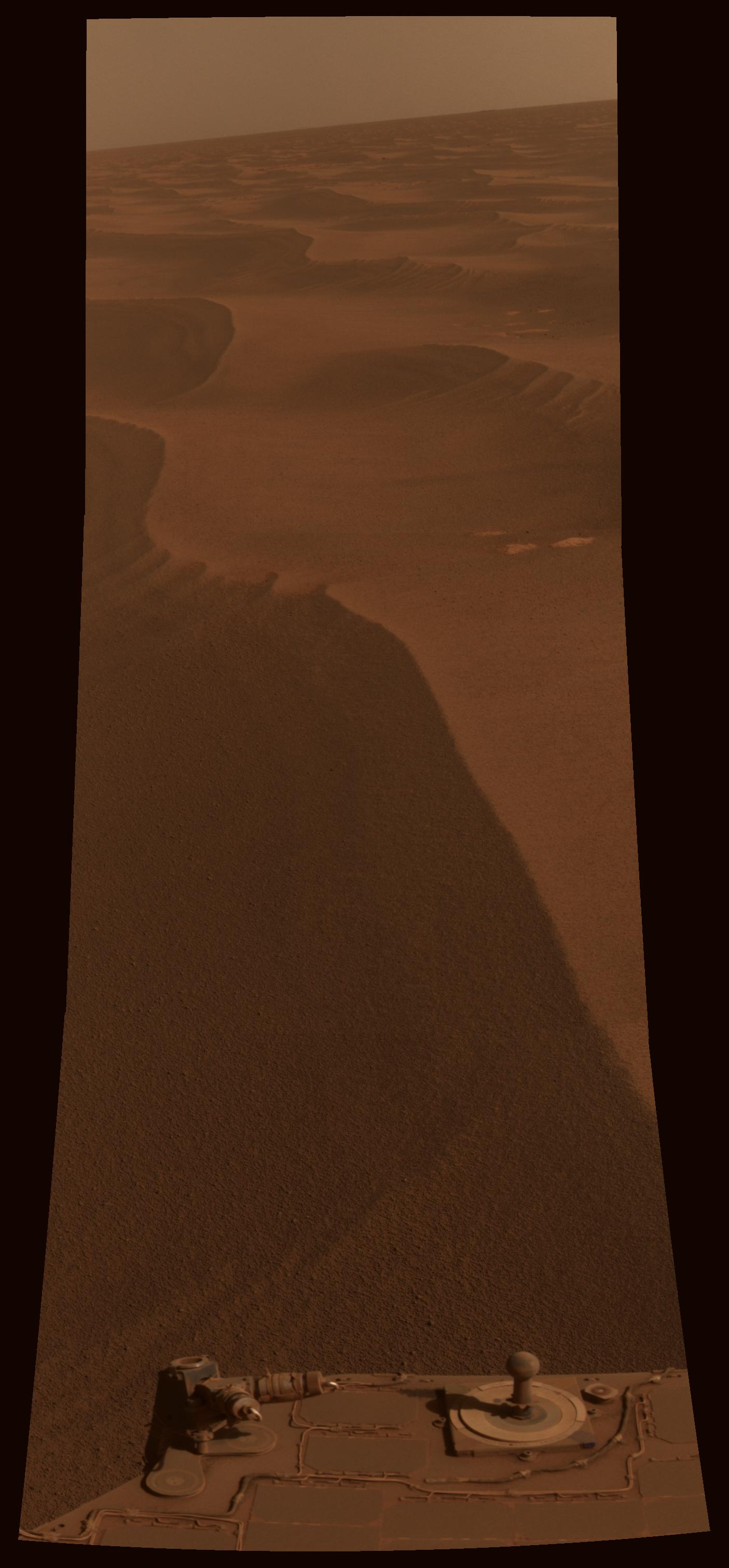
MarsDial марсохода «Оппортьюнити» на фоне естественного цвета Марса, откалиброванного благодаря цветовой мишени солнечных часов
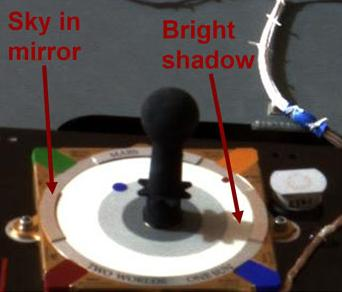
MarsDial марсохода «Спирит» с указанием на зеркальную секцию с отражением марсианского неба (англ. Sky in mirror) и на отбрасываемую тень (англ. Bright shadow)